# Gyrinus galapagoensis
Gyrinus galapagoensis là một loài bọ cánh cứng trong họ van Gyrinidae. Loài này được Dyke miêu tả khoa học năm 1953.